# Kasteel Viteux

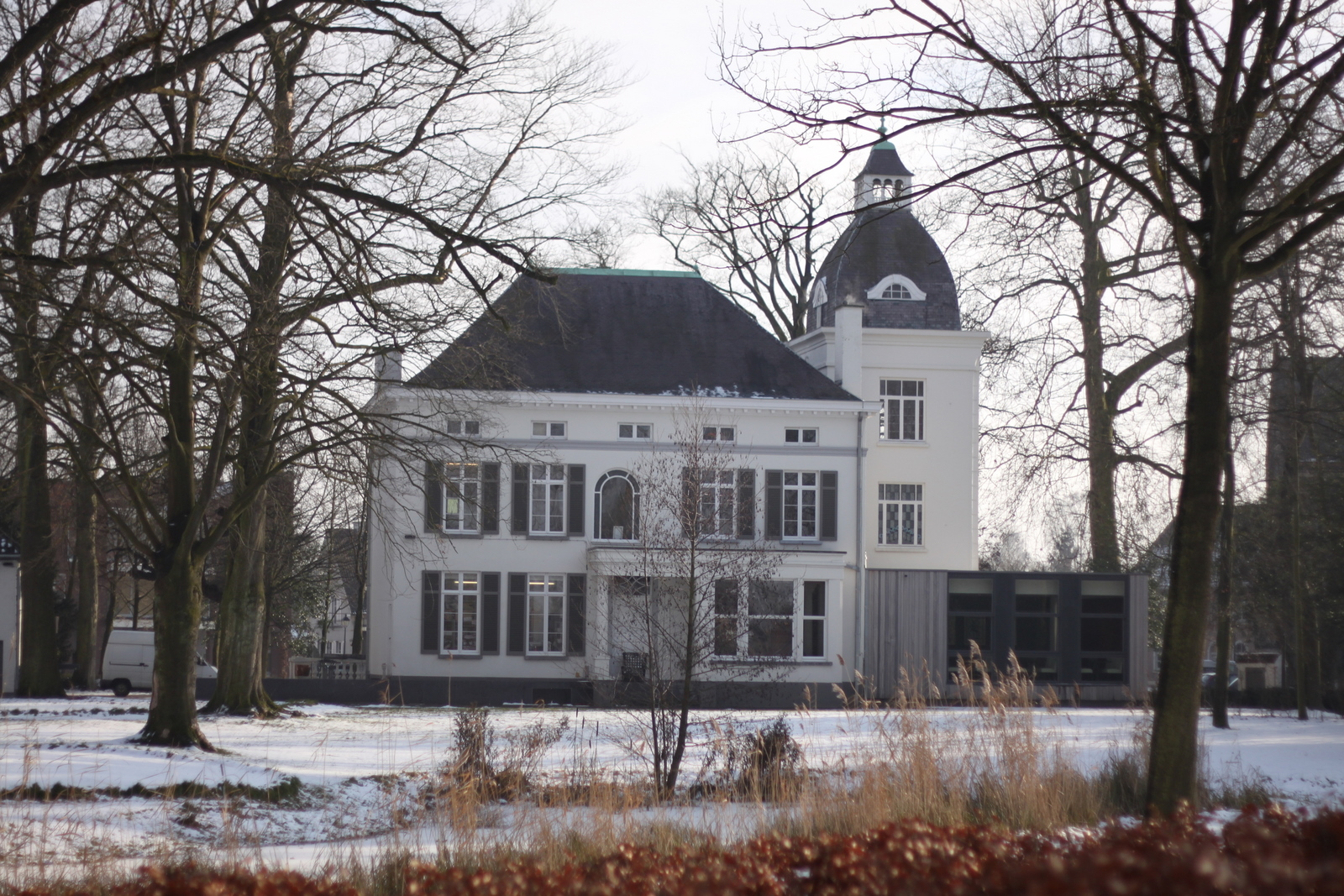
Kasteel Viteux

Het Kasteel Viteux (ook: Kasteel van De Pinte) is een kasteel in de Oost-Vlaamse plaats De Pinte, gelegen aan Kerkplein 8, in het centrum van De Pinte.

## Geschiedenis
In 1847 werd in opdracht van mevr. Verniers-de Brabandene een landhuis gebouwd op de plaats van een boerderij. In 1881 werd het ingericht voor permanente bewoning en er werd toen ook een park met vijver aangelegd. In 1932 werd het huis in opdracht van N. Viteux uitgebreid tot een kasteeltje. Zo werd ook de toren met koepeldak gebouwd. Er werd een portiek met zuilen toegevoegd.
Tijdens de Tweede Wereldoorlog fungeerde het kasteeltje als gemeentehuis. In 2008 werd het kasteeltje gerestaureerd en ingericht als zalencentrum voor huwelijken en feesten.
Het kasteel wordt vergezeld van een koetshuis (midden 19e eeuw) en paardenstallen (1901).
Sinds juni 2023 is dit juni 2023 is het bouwkundig erfgoed , onder de naam Kasteeldomein van De Pinte.